# Esthétique quantique
Pour les articles homonymes, voir Esthétique (homonymie).
L'Esthétique quantique — de l'espagnol : Estética cuántica — est un courant littéraire créé par Gregorio Morales, et dont le manifeste est établi par son livre El cadáver de Balzac, publié en 1998. Il y définit le principe par la phrase « Misterio más diferencia » (« Mystère plus différence ») et essaie d'aborder la littérature depuis la perspective de sciences telles que la physique des particules, l'astronomie ou la psychologie de Carl Gustav Jung.

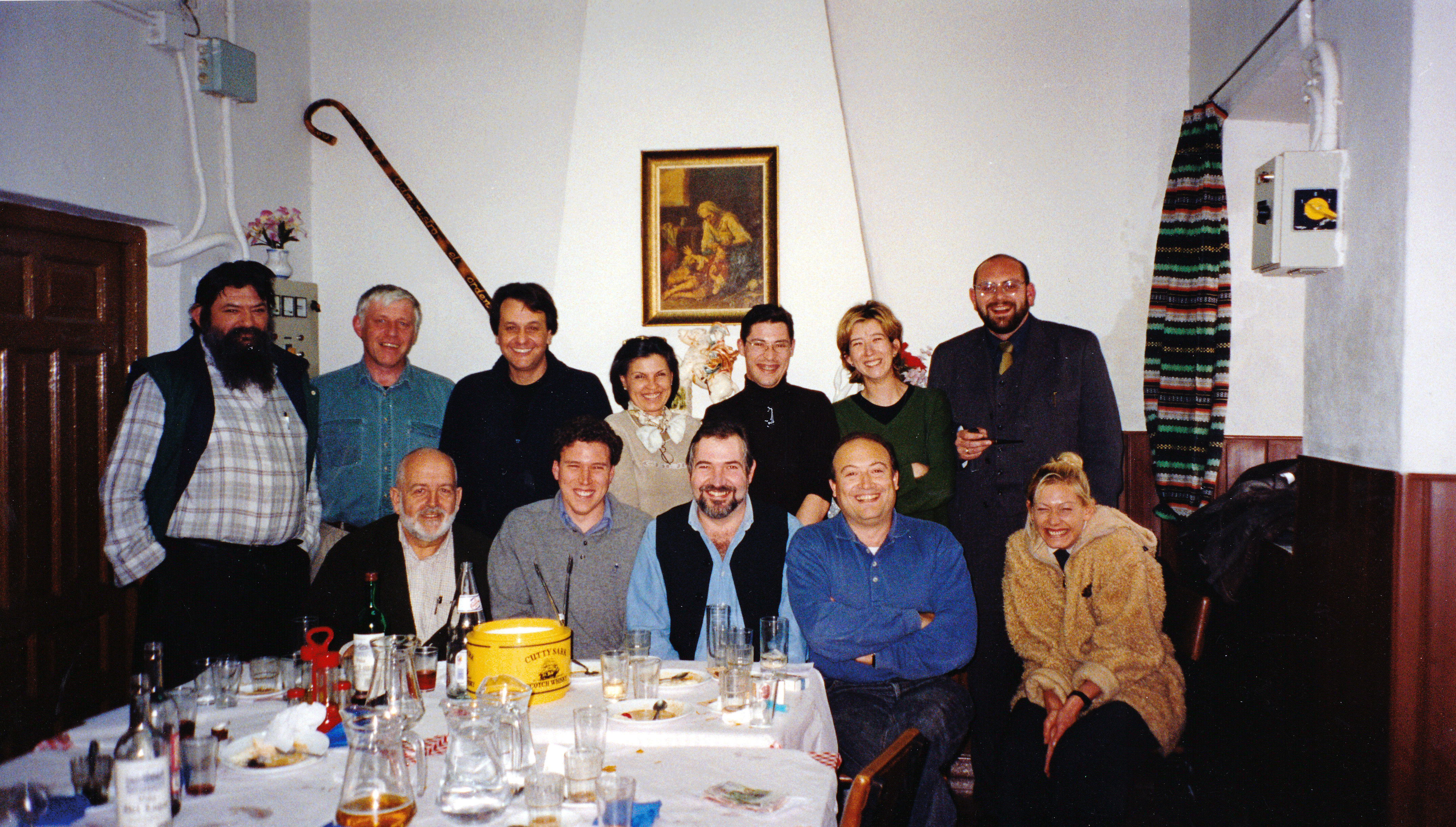
Le « Grupo de Estética Cuántica » le jour de la signature du manifeste en février 1999. De gauche à droite, en haut : Agustín Ruiz de Almodóvar, Luc Schokkelé, Xaverio, Angelina Torné, Andrés Monteagudo, Marita Caro, Miguel Ángel Contreras. En bas : José Palacios, Francisco Plata, Joan Nicolau, Gregorio Morales, Susanna Majorck.

Le groupe Grupo de Estética Cuántica, (« Groupe d'Esthétique Quantique ») est créé un peu plus tard en se basant sur ce concept, et accueille des romanciers, poètes, peintres, cinéastes, photographes, etc. En plus de cet essai fondateur, Gregorio Morales applique ses idées au travers de romans comme Nómadas del tiempo (2005) ou de recueils de poésie comme Canto cuántico (2003), où il fait une incursion dans le monde de la physique subatomique et la psyché humaine. Dans sa pièce de théâtre Marilyn no es Monroe, qu'il sort pour la Compañía de Teatro Leído del Salón (« Compagnie du Théâtre Lu du Salon » — le « Salon » étant le Salón de Independientes qu'il a créé et dirigé) le 21 février 2001 au théâtre Caja Granada à Grenade, il réalise ce qu'il appelle une « biographie quantique » de l'actrice.
Gregorio Morales utilise un terme qu'il a lui-même inventé et qu'il utilise beaucoup : le « réalisme quantique ». Ce terme fait référence à l'approche littéraire et artistique avec laquelle l'esthétique quantique peint la réalité. Il est caractérisé par l'identité de pensée et de matière (la première comme créatrice de la deuxième) et la découverte des causes profondes et invisibles qui changent les apparences et le but de produire un saut quantique chez le lecteur.
Ce mouvement est notamment suivi par le peintre Xaverio, les poètes Francisco Plata et Miguel Ángel Contreras, le réalisateur Julio Médem et le musicien américain Lawrence Axerold.